# 下須島

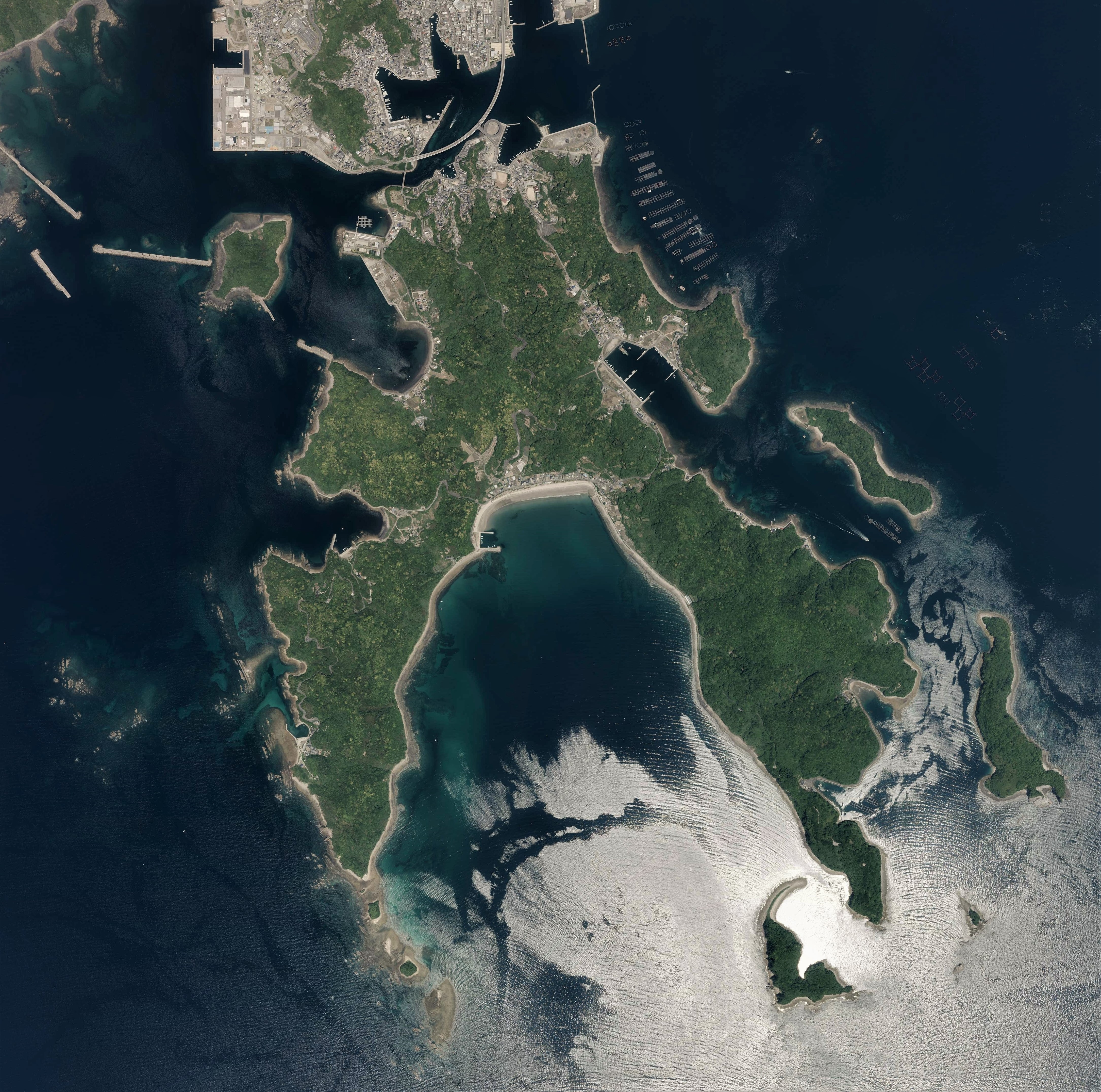
下須島の空中写真
（2014年5月11日撮影)

下須島（げすしま）は熊本県天草市にある島である。

## 地理
天草下島の南端の牛深（うしぶか）地区中心部の南向かいに位置する。島の北端は熊本県最大の漁港、牛深港の南側を形作り、周辺に市街地が広がる。また島の中央東側寄りの海岸部にも漁港がある。天草下島とは通天橋と牛深ハイヤ大橋の二つの橋で結ばれている。また、天草諸島のうち他の島と橋で結ばれている最南端の島である。
島内全域が天草市牛深町の一部となっている。
2014年3月31日に島内の天草市立天附小学校が閉校したため現在では島内に小中学校はなく、島内は全域が牛深町の天草下島側にある天草市立牛深小学校、天草市立牛深中学校の校区となっている。

## 交通
熊本市から車で3時間30分／【船】長島・蔵々元→牛深港（40分）
なお、島内にはバスは通っていない。